# Phare de Stavoren
Le phare de Stavoren est un phare actif situé à Stavoren sur la commune de Súdwest-Fryslân, province de Frise aux Pays-Bas.
Il est géré par le Rijkswaterstaat , l'organisation nationale de l'eau des Pays-Bas.
Il est classé monument national en 1999 par l'Agence du patrimoine culturel des Pays-Bas .

## Histoire
Le phare, mis en service en 1885, est située sur l'IJsselmeer près du port de Stavoren. Il a été conçu par Quirinus Harder. En 2001, il a été entièrement rénové. L'accès à la lanterne se fait par un escalier qui monte à l'intérieur de la structure.

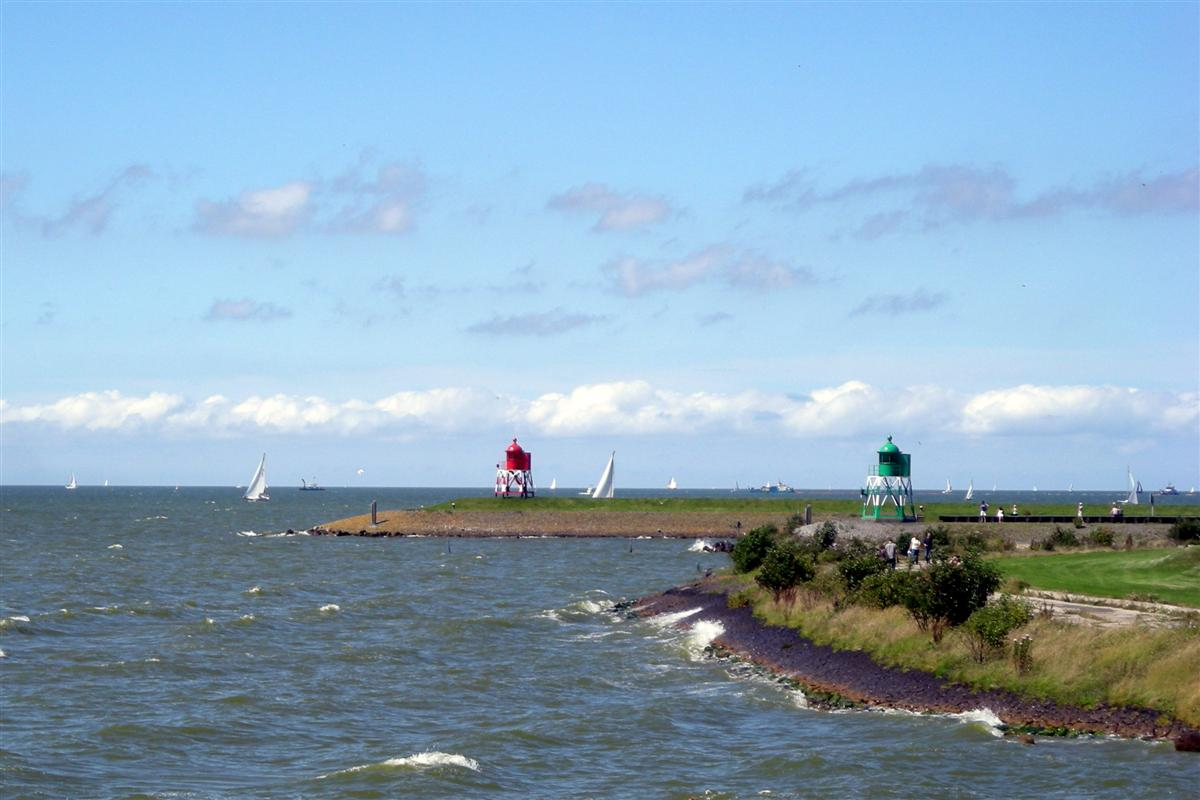
Feux de guidage

Avec deux autres feux de guidage, mis en service en 1885, il marque l'entrée du port. Ce sont deux tourelles métalliques hexagonale à claire-voie qui émettent à 8 m de hauteur focal un feu continu rouge et vert
Identifiant (Feu rouge) : ARLHS : NET-070 ; NL-2006.
Identifiant (Feu vert) : ARLHS : NET-069 ; NL-2004.

## Description
Ce phare  est une tour métallique de forme pyramidale à claire-voie, avec une galerie et une lanterne de 16 m de haut. La tour est peinte en rouge et la lanterne est blanche avec un dôme rouge. Son feu isophase émet, à une hauteur focale de 15 m, un éclat blanc de 2 secondes par période de 4 secondes. Sa portée est de 12 milles nautiques (environ 22 km) pour le feu blanc.
Identifiant : ARLHS : NET-159 ; NL-1996 .

## Caractéristique dufeu maritime
Fréquence : 4 secondes (W)
- Lumière : 2 secondes
- Obscurité : 2 secondes

### Lien connexe
- Liste des phares des Pays-Bas